# 足立悦男
足立 悦男（あだち えつお、1947年8月1日 - ）は、日本の教育学者・国語教育学者。学位は、教育学博士（広島大学・論文博士・1996年）（学位論文「詩教育の体系化に関する研究 -異化・変容・生成の詩教育」）。島根大学名誉教授。

## 来歴
鳥取県生まれ。1970年広島大学教育学部高等学校教員養成課程国語科卒、1973年同大学院教育学研究科教科教育学(国語教育学) 修士課程修了、広島大学附属中学校・高等学校教諭。1977年大阪教育大学講師、1980年助教授、1987年島根大学教育学部助教授、1993年教授、2000-2004年島根大学教育学部附属小学校長、2009〜2011年島根大学副学長、2012年定年退任、名誉教授。1983年『新しい詩教育の理論』で国語教育学会石井賞受賞、1996年「詩教育の体系化に関する研究 -異化・変容・生成の詩教育」で広島大学より教育学博士の学位を取得。放送大学客員教授。

## 著書
- 『現代日本文学の旗手たち』渓水社、1975
- 『中学高校現代詩の授業』文化評論出版、1978
- 『国語教育実践理論全書 1 新しい詩教育の理論』明治図書出版、1983
- 『現代少年詩論』明治図書出版、文芸研選書、1987
- 『研究・文芸研の授業 国語科授業を、より確かに、より豊かに』明治図書出版、文芸研選書、1993

## 共編著
- 『国語教材研究シリーズ 4 詩編』小沢俊郎共著、桜楓社、1981
- 『教育大学教育実践シリーズ 2 国語科授業の課題と創造』小田迪夫共編著 第一法規出版、1982
- 『西郷竹彦文芸教育著作集 別巻 2 西郷文芸学の成立と展開』西郷竹彦共著、明治図書出版、1982
- 『国語科教育論』中本環共編、東信堂、現代教科教育シリーズ 1988
- 『小説教材の作品論的研究』田近洵一共編、教育出版、中学校国語科研究シリーズ、1988